# Arthur Conan Doyle
Sir Arthur Ignatius Conan Doyle (Edinburgh, 22. svibnja 1859. – Crowborough, Sussex, 7. srpnja 1930.), britanski autor kriminalističkih romana, najpoznatiji kao "otac" Sherlocka Holmesa i doktora Watsona.

## Životopis
Rođen je 1859. u Edinburghu od roditelja Iraca koji su emigrirali u Škotsku. S devet godina poslan je u isusovačku školu u Stonyhurstu, a 1875. odbacio je kršćanstvo i postao agnostik. Od 1876. do 1881. studirao je medicinu u Edinburghu te obavljao praksu u Astonu (danas predgrađu Birminghama).  Nakon studija postao je brodski liječnik i otplovio na zapadnoafričku obalu, a 1882. započeo je privatnu praksu u Plymouthu.  Doktorat je dobio 1885. Njegova je praksa bila neuspješna, a čekajući pacijente pisao bi knjige. Prvo mu je djelo izašlo u Chambers's Edinburgh Journal prije njegove dvadesete godine. 
Ozbiljnije se posvetio književnosti nedugo nakon preseljenja u odmaralište Southsea. Prvo mu je značajnije djelo bilo A Study in Scarlet ("Skica u grimizu") koje je izašlo u Beeton's Christmas Annual 1887. i u kojem se prvi put pojavljuje Sherlock Holmes, stvoren prema profesoru Josephu Bellu. Zanimljivo je da je Rudyard Kipling čestitajući Doyleu na uspjehu upitao: "Je li to moj stari prijatelj, Dr. Joe?". Za života u Southseau sudjelovao je u osnivanju Portsmoutha F.C. i igrao kao njihov prvi vratar.

Godine 1885. oženio je Louise Hawkins, koja je bolovala od tuberkuloze i na koncu preminula 1906. Godine 1907. njegovom drugom ženom postala je Jean Lackie u koju se zaljubio 1897. i s njom održavao platonsku vezu zbog vjernosti prvoj ženi. Doyle je imao petero djece, dvoje s prvom ženom (Mary i Kingsley) i troje s drugom (Jean, Denis i Adrian).
Godine 1890. proučavao je oko u Beču, a 1891. preselio se u London gdje je imao praksu kao okulist. To mu je dalo više vremena za pisanje, a u studenom 1891. pisao je majci: "Mislim kako bi bilo dobro ubiti Holmesa... i završiti s njim zauvijek. Odvlači mi misli od važnijih stvari." To je i napravio u prosincu 1893. u djelu The Final Problem opisavši borbu Holmesa s najvećim neprijateljem profesorom Moriartyjem u kojoj su obojica poginuli u padu s vodopada. Nakon javnog odaziva oživio ga je u djelu The Adventure Of The Empty House s objašnjenjem da je samo Moriarty preminuo, a Holmes je inscenirao svoju smrt kako bi se obračunao sa svojim drugim neprijeteljima. Sherlock Holmes se pojavio u još 56 kratkih priča i u četiri Doyleova romana te u romanima drugih autora.
Nakon Burskog rata u Južnoafričkoj Republici i međunarodnih optužbi protiv Velike Britanije zbog počinjenih okrutnosti, Doyle je napisao pamflet The War In South Africa, preveden na mnoge svjetske jezike, u kojem je opravdavao ponašanje Britanaca u ratu. Doyle je vjerovao da mu je baš taj pamflet donio titulu Sir i mjesto zamjenika predstavnika krune u Surreyju 1902. Napisao je i dužu knjigu The Great Boer War 1900. Početkom 20. stoljeća kandidirao se za Parlament kao liberal u Edinburghu i u Border Burghu, ali nije uspio pobijediti. No bio je jedan od prvih počasnih članova Britanskog skijaškog kluba.
Doyle je bio uključen i u kampanju za reforme afričke Slobodne Države Kongo zajedno s novinarom Edmundom Dene Morelom i diplomatom Rogerom Casementom. Napisao je The Crime Of The Congo 1909., dugi pamflet koji opisuje zločine u Kongu. Morel i Casment dali su mu inspiraciju za likove djela Izgubljeni svijet (The Lost World) iz 1912. Rastao se od obojice početkom Prvog svjetskog rata jer je Morel bio vođa pacifista, a Casment je izdao Britaniju radi Irskog podrijetla. 
U kasnim godinama, Doyle se vezao za spiritualizam i napisao je roman s likom Profesora Challengera pod imenom The Land Of Mist. Jedna je od njegovih čudnijih knjiga The Coming Of the Fairies iz 1921. jer je bio uvjeren u istinitost fotografija vila iz Cottingleya koja su bile glavna inspiracija za djelo u kojem su se mogle pročitati teorije o vilama i duhovima. Nakon ovog djela njegova zbirka kraćih priča The Adventures Of Sherlock Holmes zabranjena je u SSSR-u 1929. za vrijeme okultizma, no ta je zabrana kasnije ukinuta. 
Doyle je jedno vrijeme bio prijatelj Harryja Houdinija, velikim protivnikom spiritualističkog pokreta. Iako je Houdini smatrao spiritualističke proroke varalicama (pokušavajući ih otkriti), Doyle je mislio da i Houdini ima natprirodne moći, a to je pokazao u djelu The Edge Of The Unknown. Houdini nije uspio uvjeriti Doylea da su to samo čarobni trikovi, što je dovelo do prekida prijateljstva.
Doyle je pokopan u crkvenom dvorištu u Minsteadu u New Forest, Hampshire, Engleska. 
U južnoengleskom gradiću Crowboroughu, u kojem je Doyle živio 23 godine, podignut je kip u njegovu čast, a na Picardy Placeu u Edinburghu, blizu Doyleove rodne kuće stoji kip Sherlocka Holmesa.

### Sherlock Holmes
- Skica u Grimizu (A study in scarlet - 1887.)
- Znak četvorice (The Sign of Four - 1890.)
- Pustolovine Sherlocka Holmesa (The Adventures of Sherlock Holmes - 1892.)
- Žuto lice (The Memoirs of Sherlock Holmes - 1894.)
- Baskervillski pas (The Hound of the Baskervilles - 1902.)
- Nenastanjena kuća (Povratak Sherlocka Holmesa - 1904.)
- Dolina straha (The Valley of Fear - 1914.)
- Posljednja zagonetka (His Last Bow - 1917.)
- Lavlja griva (The Case Book of Sherlock Holmes - 1927.)

Hrvatski nazivi pojedinih zbirki priča nisu prijevodi imena izvornika, nego nose ime neke priče iz zbirke

### Professor Challenger
- Izgubljeni svijet (1912)
- The Poison Belt (1913)
- The Land of Mists (1926)
- The Disintegration Machine (1927)
- When the World Screamed (1928)

### Povijesni romani
- The White Company (1891)
- Micah Clarke (1888)
- The Great Shadow (1892)
- The Refugees (publ. 1893, written 1892)
- Uncle Bernac (1897)
- Sir Nigel (1906)

### Ostala djela
- Mystery of Cloomber (1889)
- The Captain of the Polestar, and other tales (1890)
- The Doings Of Raffles Haw (1891)
- Beyond the City (1892)
- Round The Red Lamp (1894)
- The Parasite (1894)
- The Stark Munro Letters (1895)
- Rodney Stone (1896)
- Songs of Action (1898)
- The Tragedy of The Korosko (1898)
- A Duet (1899)
- The Great Boer War (1900)
- The Exploits of Brigadier Gerard  (1903)
- Through the Magic Door (1907)
- The Crime of the Congo (1909)
- The New Revelation (1918)
- The Vital Message (1919)
- Tales of Terror & Mystery (1923)
- Povijest spiritizma (1926)

## Vanjske poveznice
- Sir Arthur Conan Doyle mobile ebooks